# Der König von Palma
Der König von Palma ist eine deutsche Fernsehserie, die seit dem 24. Februar 2022 auf RTL+ veröffentlicht wird und bei RTL ausgestrahlt wird.

## Handlung
Nach dem Fall der Mauer im Jahr 1989 boomt der Partytourismus am Ballermann auf Mallorca. Die Familie Adler wandert aus, um in der Gastronomieszene an der berühmten Playa de Palma ihr Glück zu suchen.

## Hintergrund
Die Serie wurde vom 13. April 2021 bis zum 31. Juli 2021 in Spanien gedreht. Die Zweite Staffel wurde von Oktober 2022 bis Januar 2023 gedreht. 
Die Serie weist Parallelen zum Fall des 1997 ermordeten Gastronomen und Betreibers des Bierkönig, Manfred Meisel, auf, auch wenn in Berichten zur Serie nicht explizit darauf Bezug genommen wird. 

## Kritiken
„Die Geschichte trägt dick und natürlich manchmal zu dick auf, ist aber komplett spannend erzählt und bis zur letzten Asi-Palme schön ausstaffiert. Proll-Stoff vom Feinsten. Eine Zeitreise. Das ist ihr Auftrag.“